# أمنحتب الأول
| ra | Dsr | kA |

| ra | Dsr | kA |

| ra | Dsr | kA |

| ra | Dsr | kA |

| ra | Dsr | kA |

| ra | Dsr | kA |

| ra | Dsr | kA |

| ra | Dsr | kA |

| i | mn · n | Htp · t · p |

| i | mn · n | Htp · t · p |

| i | mn · n | Htp · t · p |

| i | mn · n | Htp · t · p |

| i | mn · n | Htp · t · p |

| i | mn · n | Htp · t · p |

| i | mn · n | Htp · t · p |

| i | mn · n | Htp · t · p |

أمنحُتِپ الأول (أحياناً يكتب أمنوفيس الأول) (ت. 1504 ق.م.) كان ابن أحمس الأول و ثاني فراعنة الأسرة الثامنة عشر. وحكم من 1525 ق.م. حتى 1504 ق.م. بعد أن طرد والده الهكسوس من مصر.

## عائلته

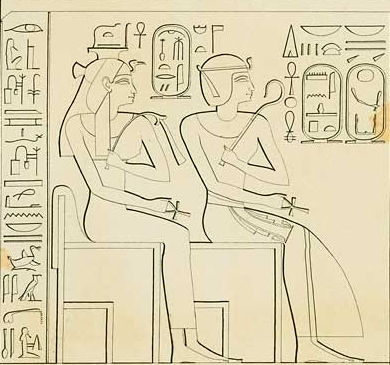
أحمس و امه احمس نفرتاري

أمنحتب الأول هو ابن أحمس الأول وأحمس نفرتاري. توفي قبله إخوته الأكبر منه سنًا، ولي العهد أحمس صبير وأحمس عنخ، مما مهد الطريق لصعوده إلى العرش. من المحتمل أن أمنحتب وصل إلى السلطة عندما كان لا يزال شابًا، ويبدو أن والدته ،أحمس نفرتاري، كانت وصية عليه لفترة قصيرة على الأقل. والدليل على هذه الوصاية هو أنه ولوالدته الفضل في تأسيس مستوطنة للعمال في مقبرة طيبة في دير المدينة.
تزوج أمنحتب أخته الكبرى،أحمس ميريت آمون و يُعتقد انه تزوج ايضًا من احمس سات كاموس.  ليس من المؤكد ما إذا كان أمنحتب الأول قد أنجب أي أطفال في فترة حكمه التي استمرت 21 عامًا. يعتقد بعض العلماء أن له ابنًا واحدًا على الأقل اسمه أمنمحات، والذي توفي وهو لا يزال صغيرًا جدًا، لكن هذا غير مؤكد إلى حد كبير ويجادل علماء آخرون ضد هذه الفكرة.
نظرًا لأن أمنحتب الأول هو نتاج "ثلاثة أجيال من زواج الأخوة والأقارب"، فمن المحتمل أن تأثيرات زواج الأقارب هذا كان لها تأثير سلبي على صحة وعدد ذرية أمنحتب الأول الناتجة. مع عدم وجود ورثة أحياء، خلف أمنحتب قائده العسكري تحتمس الأول، الذي كان أيضًا صهره من أخته المحتملة أحمس. 

## حكمه
عادةً ما يبدأ حكم أمنحتب الأول في عام 1526، مع احتمالات ف عام 1516 أو 1546. تنص خلاصة مانيتون على أن أمنحتب حكم مصر لمدة 20 عامًا و7 أشهر، وتشير السيرة الذاتية لمقبرة أمنمحات إلى أنه خدم تحت قياده امنحتب الأول لمدة 21 عامًا. 

### حملات عسكرية

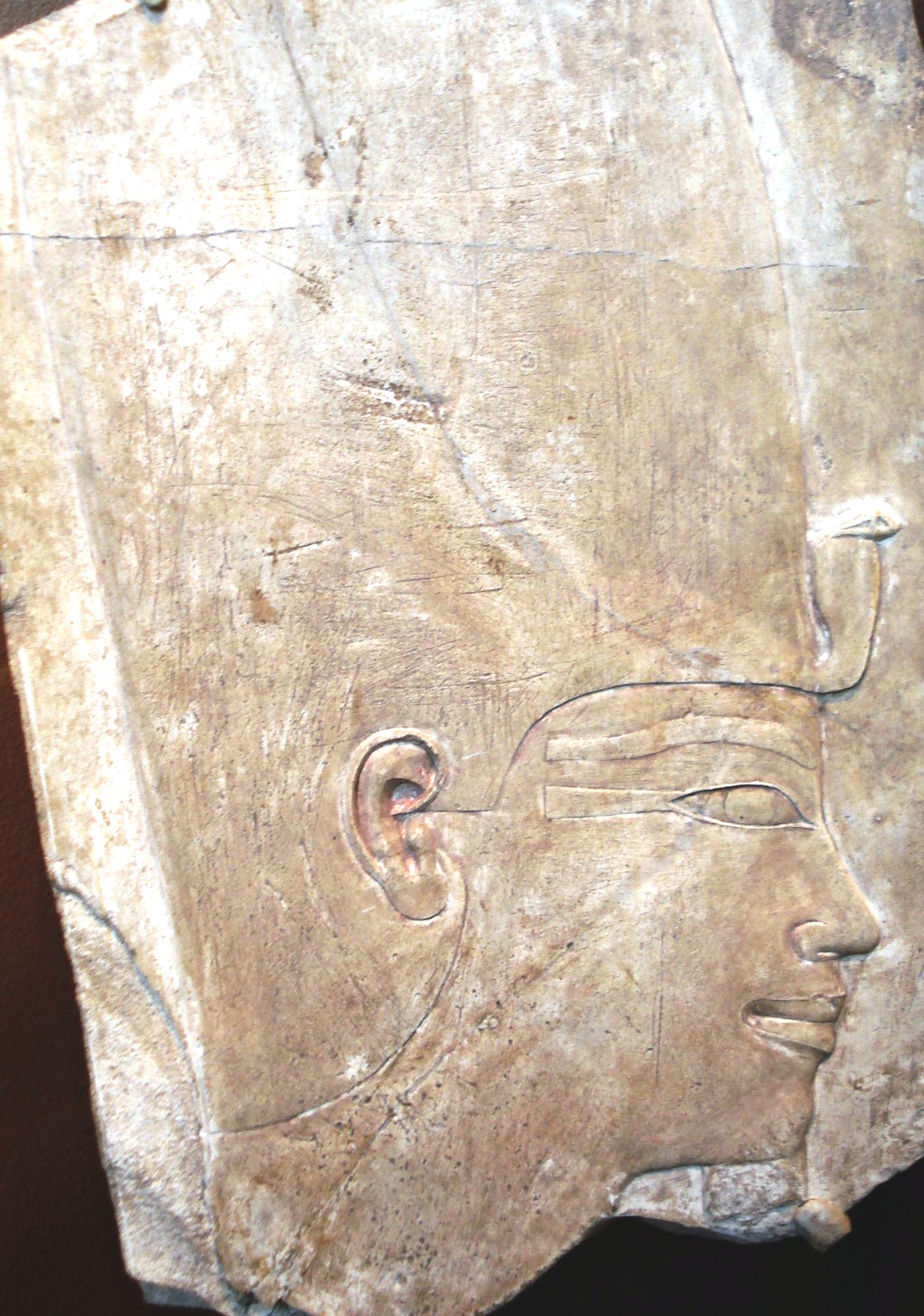
لوحة لأمنحتب الأول في الكرنك.

يتم تفسير لقبين الذي حمله امنحتب الاول "الثور الذي يغزو الأراضي" و"الذي يلهم الرعب" بشكل عام على أنها تعني أن أمنحتب الأول كان ينوي السيطرة على الأمم المحيطة.  ويشير نصان مقبران إلى أنه قاد حملات إلى النوبة. وفقًا لنصوص قبر أحمس، ابن إيبانا، سعى أمنحتب لاحقًا إلى توسيع حدود مصر جنوبًا إلى النوبة وقاد قوة غزو هزمت الجيش النوبي. تقول سيرة مقبرة أحمس بنخبت أنه قاتل أيضًا في حملة على كوش. بنى أمنحتب معبدًا في ساي، مما يدل على أنه أنشأ مستوطنات مصرية حتى الشلال الثالث تقريبًا. كما قام بحملات ضد ليبيا، حيث انتصر فيها ضد قبائل الليبو. 

### مشاريع البناء

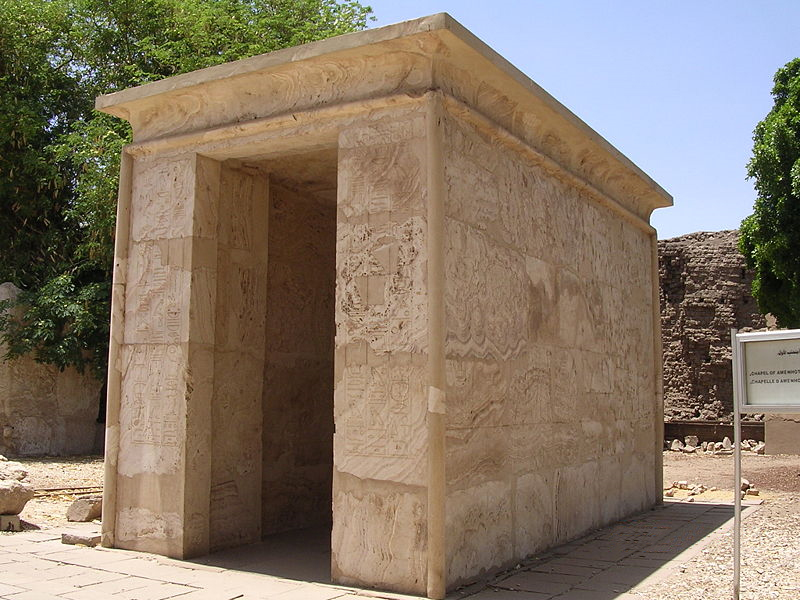
غرفة صغيرة مرممة من معبد بناه أمنحتب الاول في الكرنك.

بدأ أمنحتب و واصل عددًا من مشاريع البناء في مواقع المعابد في صعيد مصر، لكن معظم المباني التي بناها تم تفكيكها أو طمسها لاحقًا على يد خلفائه. ومعلوم من المصادر المكتوبة أنه كلف المهندس المعماري إنيني بتوسيع معبد الكرنك. تشير السيرة الذاتية لمقبرة إنيني إلى أنه أنشأ بوابة من الحجر الجيري طولها 20 ذراعًا على الجانب الجنوبي من الكرنك. قام ببناء معبد صغير مقدسة لآمون من المرمر وقام ببناء هياكل المعابد في صعيد مصر في الفنتين، وكوم أمبو، وأبيدوس، ومعبد نخبت 
كما كان أمنحتب الأول أول ملك مصري يفصل معبده الجنائزي عن مقبرته، ربما في محاولة للحفاظ على مقبرته في مأمن من اللصوص. يقع هذا المعبد في الطرف الشمالي من الدير البحري. يبدو أن الدير البحري كان له نوع من الأهمية الجنائزية لأمنحوتب، حيث تم العثور أيضًا في مكان قريب على مقبرة طيبة رقم 358، مقبرة الملكة أحمس ميريت امون.

## الطائفة الجنائزية

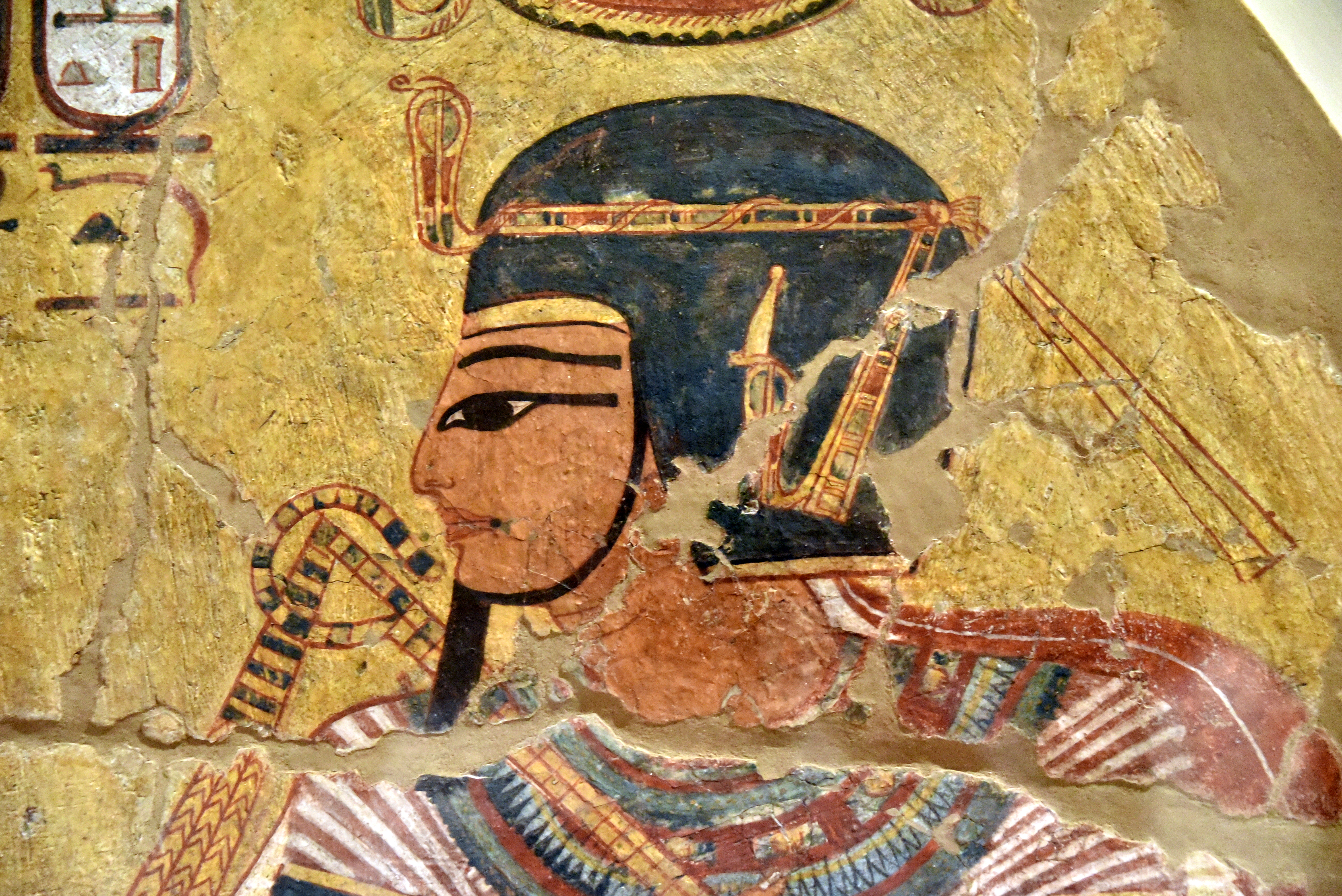
رسمة لأمنحوتب الأول من مقبرة رقم 359 في دير المدينة من ضمن طائفته الجنائزية

تم تأليه وتقديس أمنحتب بعد وفاته وجعله الإله الراعي للقرية التي افتتحها في دير المدينة. والدته، التي عاشت أكثر منه بسنة واحدة على الأقل، تم تأليهها أيضًا عند وفاتها وأصبحت جزءًا من طقوسه. 
حيث يظهر ان الغالبية العظمى من تماثيل أمنحتب تأتي على شكل صنم جنائزي كانت من فترات لاحقة أي بعد وفاته. عند عبادته، كان له ثلاثة مظاهر إلهية: "أمنحتب المدينة"، و"أمنحتب محبوب آمون"، و"أمنحتب الفناء"، وكان يُعرف بأنه الإله الذي يصدر الوحي. 
خلال الشهر الأول، تم الاحتفال بمهرجان تكريمًا لظهور أمنحتب أمام عمال الجبانة، وهو ما يعني على الأرجح أن معبوده قد تم نقله إلى دير المدينة.وأقيم عيد آخر في الثلاثين من الشهر الرابع، ثم أُقيم عيدان آخران في الشهر السابع. 
الأول كان "فرش الأريكة الجنائزية للملك أمنحتب"، والذي من المحتمل أن يكون إحياء لذكرى يوم وفاته. أما الثاني، والذي يتم الاحتفال به لمدة أربعة أيام في نهاية الشهر، فهو "العيد الكبير للملك أمنحتب سيد المدينة". وفي وقت لاحق من التاريخ المصري، سمي الشهر السابع "فامينوث" على اسم هذا المهرجان. وأقيم مهرجان آخر في 27 من الشهر التاسع، وكان آخر مهرجان معروف يقام لعدة أيام بين اليومين الحادي عشر والثالث عشر من الشهر الحادي عشر على الأقل، وهو على الأرجح يوافق تاريخ اعتلاء أمنحتب للعرش.
كما تم تسليط المزيد من الضوء على عبادة أمنحتب الجنائزية من خلال وثائق متعددة يبدو أنها تشرح بالتفصيل الطقوس المخصصة لأمنحوتب.

## مومياء
وجدت مقبرة هذا الملك في وادي الملوك حيث دفن في دراع أبو النجا في أقدم قبر ملكي في طيبة، ولكن تم نقل مومياؤه إلى خبيئة بالدير البحري في عصر الأسرة الواحدة والعشرين تقريبا.  حيث انتقلت مومياء أمنحتب الأول عبر عدد من المحطات منذ اكتشافها عام 1881 في مخبأ الدير البحري الملكي في الأقصر؛ حيث حُفظت أولًا في متحف بولاق، ثم انتقلت إلى قصر إسماعيل باشا في الجيزة، وفي عام 1902 نُقلت مع المومياوات الملكية إلى المتحف المصري بالتحرير في القاهرة.
خضعت المومياء لعدد من الدراسات منذ اكتشافها، ولجمال هيئتها كانت من بين عدد قليل من المومياوات التي لم يفك علماء العصر الحديث لفائفها حتى الآن، ومن بين الأبحاث التي أجريت عليها؛ تصويرها بالأشعة السينية عام 1932، من قِبل دوجلاس ديري، الأستاذ بكلية طب قصر العيني في القاهرة آنذاك، والذي قدّر عمر أمنحتب الأول عند الوفاة بين 40 و50 عامًا.